# Reign (bande dessinée)
Pour les articles homonymes, voir Reign.
Reign est une série de bande dessinée de techno-thriller franco-belge dessinée par Vincent Cara et écrite par Téhy. Éditée par Soleil Productions, le premier tome Day-One est sorti le 21 janvier 2009 dans la collection 12 septembre.

## Description

### Synopsis
À Philadelphie, aux États-Unis, s'éveille à six heures du matin par une forte explosion suite d'un colis déposé dans un centre commercial. Un second attentat organisé par un terroriste insaisissable surnommé Reign.
Adam Nexe, agent démineur de National Security Cell (NSC), aimant frôler la mort de près, est perturbé : il se remémore quelques-uns de cette organisation ennemie.

### Personnages
- Adam Nexe, un agent démineur de National Security Cell.
- Elisha A. Baekinski, une ancienne agent de NCS.
- Grace Housemann, un leader terroriste.
- Tei Yuen, une pilote d'hélicoptère Black Hawk de NCS.
- Hans Tappert, membre de NCS.
- Norman Higgins Ford, le Président des États-Unis.

## Albums
- 1 Day-One, Soleil, 12 septembre, janvier 2009
Scénario : Téhy - Dessin : Vincent Cara - Couleurs : Christian Lerolle et Bror Nyman - (ISBN 978-2-302-00128-2)
- 2 Seconde Chance, Soleil, octobre 2009
Scénario : Téhy - Dessin : Vincent Cara - Couleurs : Christian Lerolle - (ISBN 978-2-302-00719-2)
- 3 Troisième Escadre, Soleil, juin 2010
Scénario : Téhy - Dessin : Vincent Cara - Couleurs : Christian Lerolle - (ISBN 978-2-302-01203-5)
- 4 La Dernière Frappe, Soleil, À paraître
Scénario : Téhy - Dessin : Vincent Cara - Couleurs : Christian Lerolle